# Megalopta furunculosa
Megalopta furunculosa là một loài Hymenoptera trong họ Halictidae. Loài này được Hinojosa-Díaz & Engel mô tả khoa học năm 2003.